# Mannen som ville bli kung (roman)
Mannen som ville bli kung (eng: The Man Who Would Be King) är en äventyrsroman av Rudyard Kipling som publicerades för första gången 1888. Den översattes till svenska 1897 av Hans Cavallin och ingick i samlingen Mannen, som ville bli kung och andra berättelser från Indien. En filmatisering av boken gjordes 1975 och regisserades av John Huston. 

## Handling
Berättelsen utspelar sig i Lahore i det forna brittiska imperiet. En journalist får besök av två före detta brittiska soldater, Daniel Dravot och Peachey Carnehan. De har bestämt sig att lämna Indien och ta sig till den avlägsna Kafiristan. De skriver på ett kontrakt att de måste låta bli att frestas av alkohol och kvinnor tills de blivit kungar. 
Daniel och Peachey lyckas ta sig till Kafiristan och blir vän med en av hövdingarna som de kallar för "Billy Fish". Daniel och Peachey inser att urbefolkningen har ett eget herravälde och utför frimureri. Eftersom Dravot vet att det finns en högre rank inom orden och att han inte är rädd för det hedniska gudarna, tror kafirerna att han själv är en gud. Med tiden blir Dravot mer storhetsvansinnig, och vill ha en fru och omvandla Kafiristan till ett imperium. Kafirerna tror att om en dödlig gifter sig med en gud kommer den att dö. När han ska gifta sig med en kafirkvinna, biter hon honom under bröllopsceremonin, vilket gör att han blöder. 
Detta gör infödingarna upprörda och jagar Dravot, Peachey och Billy Fish genom Hindukushbergen. Billy Fish blir mördad, medan Dravot faller ner från en träbro till sin död. Peachey korsfästs av infödingarna, men överlever. Kafirerna tror att det är ett mirakel, och befriar honom. Peachey vandrar tillbaka till Indien och tillbaka dit journalisten arbetar. Peachey berättar allt för honom om hur de lyckades ta sig till Kafiristan, vinna befolkningens vördnad och tillit och hur de till slut blev bestraffade för deras förräderi. Peachey tog även med Dravots huvud med sin krona på för att bevisa att han talade sanning. 
Peachey blir skickad till ett mentalsjukhus, men dör av solsting två dagar efter att han blev inskickad.

## Rollfigurer
- Daniel Dravot: Berättelsens antihjälte. Han förstår kafirernas språk och blir krönt till kung när han visar tapperhet. Men makthunger började stiga över hans huvud och han vill skapa ett imperium av Kafiristan och vill ha en kvinna som brud. Dravot symboliserar imperialismens principer och vad som händer när ett imperium bildas och sedan faller.
- Peachey Carnehan: Berättelsens andra antihjälte. Han blev den enda som överlevde kafirernas vrede när de fick reda på att han och Dravot inte var gudar. Han blir desorienterad efter allt som hänt och skickas till ett mentalsjukhus.
- Journalisten: En man som jobbar för pressen i Lahore. Troligen baserad på Kipling själv.
- "Billy Fish": En kafirhövding från den fiktiva stammen Baskhai. Eftersom Dravot och Peachey inte kunde uttala hans riktiga namn, gav de honom namnet "Billy Fish". Han representerar det folkgrupper som tjänade kolonisterna och visade lojalitet för dem.
- "Kafuzelum": En hövding som Dravot och Peachey träffade på. Hans namn är baserad på en gammal balad som heter Kafoozalum.
- "Pikky Kergan": En annan kafirhövding.
- Kafirkvinnan: En ung kvinna som blir bortgift, men som biter Dravot under ceremonin.

### Allmänna källor
- https://biblioteket.stockholm.se/titel/164279
- https://www.kiplingsociety.co.uk/tale/the-man-who-would-be-king.htm